# Meeting international d'athlétisme de Sotteville-lès-Rouen
Le Meeting international d'athlétisme de Sotteville-lès-Rouen est un meeting international d'athlétisme qui se déroule tous les ans au stade municipal Jean Adret de Sotteville-lès-Rouen. Le meeting de Sotteville-lès-Rouen est l'une des six étapes du Pro Athlé Tour, le circuit de meetings professionnels organisés en France. Il fait partie de la catégorie Outdoor Premium Meeting de l'Association européenne d'athlétisme, la catégorie la plus prestigieuse des meetings organisés au niveau européen.

## Records du meeting

### Hommes
| Épreuve           | Record         | Athlète                     | Nationalité       | Date            | Réf. |
| ----------------- | -------------- | --------------------------- | ----------------- | --------------- | ---- |
| 100 m             | 10 s 02        | Keston Bledman              | Trinité-et-Tobago | 6 juillet 2015  |      |
| 200 m             | 20 s 18        | Alonso Edward               | Panama            | 11 juillet 2021 |      |
| 400 m             | 44 s 79        | Jermaine Gonzales           | Jamaïque          | 12 juin 2010    |      |
| 800 m             | 1 min 44 s 93  | Antoine Gakeme              | Burundi           | 6 juillet 2015  |      |
| 1 500 m           | 3 min 34 s 31  | Ryan Mphahlele              | Afrique du Sud    | 7 juillet 2023  |      |
| 3 000 m           | 7 min 40 s 71  | Abdalaati Iguider           | Maroc             | 16 juillet 2019 |      |
| 5 000 m           | 13 min 13 s 49 | Bett                        | Kenya             | 2000            |      |
| 110 m haies       | 13 s 18        | Dayron Robles               | Cuba              | 8 juillet 2013  |      |
| 400 m haies       | 48 s 65        | Jimmy Coco                  | France            | 1985            |      |
| 3 000 m steeple   | 8 min 07 s 45  | Mahiedine Mekhissi-Benabbad | France            | 14 juin 2014    |      |
| Saut en hauteur   | 2,25 m         | Mihai Donisan               | Roumanie          | 14 juin 2014    |      |
| Saut à la perche  | 5,96 m         | Renaud Lavillenie           | France            | 18 juillet 2016 |      |
| Saut en longueur  | 8,48 m         | Mohamed Salman Al Khuwalidi | Arabie saoudite   | 2 juillet 2006  |      |
| Triple saut       | 17,31 m        | Denis Kapustin              | Russie            | 1993            |      |
| Lancer du poids   | 21,06 m        | Christian Cantwell          | États-Unis        | 6 juillet 2015  |      |
| Lancer du javelot | 85,17 m        | Neeraj Chopra               | Inde              | 17 juillet 2018 |      |

### Femmes
| Épreuve           | Record        | Athlète           | Nationalité   | Date            | Réf. |
| ----------------- | ------------- | ----------------- | ------------- | --------------- | ---- |
| 100 m             | 10 s 91       | Murielle Ahouré   | Côte d'Ivoire | 8 juillet 2013  |      |
| 200 m             | 22 s 39       | Candyce McGrone   | États-Unis    | 6 juillet 2015  |      |
| 400 m             | 50 s 91       | Roxana Gómez      | Cuba          | 11 juillet 2021 |      |
| 800 m             | 1 min 59 s 06 | Habitam Alemu     | Éthiopie      | 17 juillet 2018 |      |
| 1 500 m           | 4 min 04 s 97 | Malika Akkaoui    | Maroc         | 8 juillet 2013  |      |
| 3 000 m           | 8 min 59 s 03 | Janet Kisa        | Éthiopie      | 14 juin 2014    |      |
| 100 m haies       | 12 s 49       | Tobi Amusan       | Nigeria       | 16 juillet 2019 |      |
| 400 m haies       | 54 s 75       | Ajoke Odumosu     | Nigeria       | 10 juillet 2012 |      |
| 3 000 m steeple   | 9 min 25 s 85 | Zemzem Ahmed      | Éthiopie      | 10 juillet 2012 |      |
| Saut en hauteur   | 1,96 m        | Eleanor Patterson | Australie     | 11 juillet 2021 |      |
| Saut à la perche  | 4,76 m        | Sandi Morris      | États-Unis    | 7 juillet 2017  |      |
| Saut en longueur  | 6,78 m        | Heike Drechsler   | Allemagne     | 1995            |      |
| Triple saut       | 14,69 m       | Núbia Soares      | Brésil        | 17 juillet 2018 |      |
| Lancer du poids   | 18,12 m       | Yuliya Leantsiuk  | Biélorussie   | 8 juillet 2013  |      |
| Lancer du disque  | 69,39 m       | Yaime Pérez       | Cuba          | 16 juillet 2019 |      |
| Lancer du marteau | 73,29 m       | Anita Wlodarczyk  | Pologne       | 5 juillet 2009  |      |
| Lancer du javelot | 61,78 m       | Maria Andrejczyk  | Pologne       | 16 juillet 2019 |      |